# Agave moranii
Agave moranii ist eine Pflanzenart aus der Gattung der Agaven (Agave). Ein englischer Trivialname ist „Moran’s Agave“.

## Beschreibung
Agave moranii wächst solitär mit kurzem Stamm. Die großen Rosetten sind 100 bis 150 cm hoch und bis 200 cm breit. Die dreieckigen, steifen, rinnigen, grüngefärbten bis bläulichen, lanzettenförmig, unregelmäßig angeordneten Blätter sind 70 bis 120 cm lang und 8 bis 12 cm breit. Die weiß gefärbten, hornigen Blattränder sind variabel hellgrau gezahnt. Der kräftige Enddorn ist 4 bis 6 cm lang.
Der rispige, kräftige Blütenstand wird 4 bis 5 m hoch. Die zahlreichen gelben Blüten sind 50 bis 70 mm lang und erscheinen in der Mitte bis zur Spitze des Blütenstandes an unregelmäßig angeordneten Verzweigungen. Die breit trichterige Blütenröhre ist 4 bis 6 mm lang.
Die länglichen gelben bis braunen dreikammerigen Kapselfrüchte sind 50 bis 70 mm lang und 16 bis 20 mm breit.
Die variabel geformten, schwarzen, glänzenden Samen sind 7 bis 8 mm lang und 5 bis 6 mm breit.
Die Blütezeit reicht von Mai bis Juli.

## Systematik und Verbreitung
Agave moranii wächst in Mexiko, in Baja California Norte, in begrenzten Wüstenzonen in 450 bis 1850 m Höhe. Sie ist vergesellschaftet mit Sukkulenten und Kakteen Arten.
Die Erstbeschreibung durch Gentry ist 1978 veröffentlicht worden.
Agave moranii ist ein Vertreter der Deserticolae-Gruppe. Sie wächst an den westlichen Hängen der Sierra San Pedro Martir und nahe davon. Typisch sind die großen, einzelnen Rosetten, mit den steifen, variabel angeordneten Blätter, den weiß gefärbten hornigen Blatträndern und den langen Enddornen. Agave moranii ist eng verknüpft mit den weiteren Mitgliedern der Deserticolae-Gruppe: Agave avellanidens und Agave gigantensis. Sie ist nahe verwandt mit Agave turneri, jedoch sind Unterschiede in Blüten- und Blattstruktur erkennbar. In der Arroyo-el-Alamar-Region sind Hybriden zwischen Agave moranii und Agave desertii var.  pringlei bekannt.
Agave moranii wird im Arizona-Sonora Desert Museum, in Tucson kultiviert.